# NHK Trophy de 2007
NHK Trophy de 2007 foi a vigésima oitava edição do NHK Trophy, um evento anual de patinação artística no gelo organizado pela Federação Japonesa de Patinação (em japonês:  日本スケート連盟), e que fez parte do Grand Prix de 2007–08. A competição foi disputada entre os dias 29 de novembro e 2 de dezembro, na cidade de Sendai, Japão.

## Eventos
- Individual masculino
- Individual feminino
- Duplas
- Dança no gelo

## Medalhistas
| Evento                        | Ouro                                             | Prata                                                | Bronze                                    |
| Individual masculino detalhes | Daisuke Takahashi · Japão                        | Tomáš Verner · República Tcheca                      | Stephen Carriere · França                 |
| Individual feminino detalhes  | Carolina Kostner · Itália                        | Sarah Meier · Suíça                                  | Nana Takeda · Japão                       |
| Duplas detalhes               | Aliona Savchenko · Robin Szolkowy · Alemanha     | Keauna McLaughlin · Rockne Brubaker · Estados Unidos | Jessica Dubé · Bryce Davison · Canadá     |
| Dança no gelo detalhes        | Isabelle Delobel · Olivier Schoenfelder · França | Tessa Virtue · Scott Moir · Canadá                   | Jana Khokhlova · Sergei Novitski · Rússia |

## Resultados

### Individual masculino
| Pos.              | Nome              | Nacionalidade    | Pontos | PC         | PL          |
| ----------------- | ----------------- | ---------------- | ------ | ---------- | ----------- |
| Medalha de ouro   | Daisuke Takahashi | Japão            | 234.22 | 77.89 (2)  | 156.33 (1)  |
| Medalha de prata  | Tomáš Verner      | República Tcheca | 229.45 | 78.15 (1)  | 151.30 (2)  |
| Medalha de bronze | Stephen Carriere  | Estados Unidos   | 204.98 | 67.85 (3)  | 137.13 (3)  |
| 4                 | Jeremy Abbott     | Estados Unidos   | 187.56 | 58.27 (12) | 129.29 (4)  |
| 5                 | Sergei Dobrin     | Rússia           | 186.53 | 66.14 (6)  | 120.39 (6)  |
| 6                 | Sergei Davydov    | Bielorrússia     | 184.70 | 66.25 (5)  | 118.45 (7)  |
| 7                 | Andrei Griazev    | Rússia           | 182.83 | 62.05 (11) | 120.78 (5)  |
| 8                 | Kensuke Nakaniwa  | Japão            | 180.70 | 63.70 (7)  | 117.00 (9)  |
| 9                 | Shawn Sawyer      | Canadá           | 180.35 | 62.85 (9)  | 117.50 (8)  |
| 10                | Yasuharu Nanri    | Japão            | 176.25 | 67.55 (4)  | 108.70 (11) |
| 11                | Vaughn Chipeur    | Canadá           | 173.65 | 62.10 (10) | 111.55 (10) |
| 12                | Li Chengjiang     | China            | 162.77 | 63.56 (8)  | 99.21 (12)  |

### Individual feminino
| Pos.              | Nome                 | Nacionalidade  | Pontos | PC         | PL         |
| ----------------- | -------------------- | -------------- | ------ | ---------- | ---------- |
| Medalha de ouro   | Carolina Kostner     | Itália         | 164.69 | 61.24 (1)  | 103.45 (2) |
| Medalha de prata  | Sarah Meier          | Suíça          | 163.17 | 59.16 (3)  | 104.01 (1) |
| Medalha de bronze | Nana Takeda          | Japão          | 154.83 | 55.06 (5)  | 99.77 (3)  |
| 4                 | Miki Ando            | Japão          | 145.81 | 60.52 (2)  | 85.29 (7)  |
| 5                 | Laura Lepistö        | Finlândia      | 145.58 | 54.48 (6)  | 91.10 (5)  |
| 6                 | Alissa Czisny        | Estados Unidos | 144.32 | 58.24 (4)  | 86.08 (6)  |
| 7                 | Lesley Hawker        | Canadá         | 139.96 | 45.94 (9)  | 94.02 (4)  |
| 8                 | Elene Gedevanishvili | Geórgia        | 136.54 | 53.82 (7)  | 82.72 (8)  |
| 9                 | Kim Chae-Hwa         | Coreia do Sul  | 122.76 | 45.32 (10) | 77.44 (9)  |
| 10                | Liu Yan              | China          | 119.66 | 48.42 (8)  | 71.24 (10) |
| WD                | Mai Asada            | Japão          | —      | 35.98 (11) | — (WD)     |

### Duplas
| Pos.              | Nome                                   | Nacionalidade  | Pontos | PC        | PL         |
| ----------------- | -------------------------------------- | -------------- | ------ | --------- | ---------- |
| Medalha de ouro   | Aliona Savchenko / Robin Szolkowy      | Alemanha       | 190.64 | 70.32 (1) | 120.32 (1) |
| Medalha de prata  | Keauna McLaughlin / Rockne Brubaker    | Estados Unidos | 166.48 | 55.66 (4) | 110.82 (2) |
| Medalha de bronze | Jessica Dubé / Bryce Davison           | Canadá         | 160.21 | 58.16 (3) | 102.05 (3) |
| 4                 | Tatiana Volosozhar / Stanislav Morozov | Ucrânia        | 150.81 | 60.14 (2) | 90.67 (5)  |
| 5                 | Anabelle Langlois / Cody Hay           | Canadá         | 145.33 | 54.24 (5) | 91.09 (4)  |
| 6                 | Li Jiaqi / Xu Jiankun                  | China          | 120.41 | 47.40 (6) | 73.01 (6)  |
| 7                 | Dominika Piątkowska / Dmitri Khromin   | Polônia        | 104.97 | 38.26 (7) | 66.71 (7)  |

### Dança no gelo
| Pos.              | Nome                                    | Nacionalidade  | Pontos | DC         | DO         | DL         |
| ----------------- | --------------------------------------- | -------------- | ------ | ---------- | ---------- | ---------- |
| Medalha de ouro   | Isabelle Delobel / Olivier Schoenfelder | França         | 197.54 | 38.96 (1)  | 61.67 (2)  | 96.91 (2)  |
| Medalha de prata  | Tessa Virtue / Scott Moir               | Canadá         | 196.89 | 34.67 (2)  | 62.04 (1)  | 100.18 (1) |
| Medalha de bronze | Jana Khokhlova / Sergei Novitski        | Rússia         | 186.96 | 34.23 (3)  | 57.84 (3)  | 94.89 (3)  |
| 4                 | Sinead Kerr / John Kerr                 | Reino Unido    | 172.37 | 31.79 (4)  | 54.47 (4)  | 86.11 (4)  |
| 5                 | Kristin Fraser / Igor Lukanin           | Azerbaijão     | 162.15 | 29.85 (5)  | 51.26 (5)  | 81.04 (5)  |
| 6                 | Kimberly Navarro / Brent Bommentre      | Estados Unidos | 156.08 | 28.25 (6)  | 49.03 (6)  | 78.80 (6)  |
| 7                 | Julia Zlobina / Alexei Sitnikov         | Rússia         | 144.33 | 27.13 (7)  | 44.16 (10) | 73.04 (8)  |
| 8                 | Cathy Reed / Chris Reed                 | Japão          | 143.85 | 25.45 (10) | 44.28 (8)  | 74.12 (7)  |
| 9                 | Alla Beknazarova / Vladimir Zuev        | Ucrânia        | 141.28 | 26.58 (8)  | 46.09 (7)  | 68.61 (10) |
| 10                | Huang Xintong / Zheng Xun               | China          | 138.84 | 25.54 (9)  | 44.28 (9)  | 69.02 (9)  |

## Quadro de medalhas
| Ordem | País             | Medalha de ouro | Medalha de prata | Medalha de bronze |    | Ordem por total |
| ----- | ---------------- | --------------- | ---------------- | ----------------- | -- | --------------- |
| 1     | França           | 1               |                  | 1                 | 2  | 1               |
| 1     | Japão            | 1               |                  | 1                 | 2  | 1               |
| 3     | Alemanha         | 1               |                  |                   | 1  | 4               |
| 3     | Itália           | 1               |                  |                   | 1  | 4               |
| 5     | Canadá           |                 | 1                | 1                 | 2  | 1               |
| 6     | Estados Unidos   |                 | 1                |                   | 1  | 4               |
| 6     | República Tcheca |                 | 1                |                   | 1  | 4               |
| 6     | Suíça            |                 | 1                |                   | 1  | 4               |
| 9     | Rússia           |                 |                  | 1                 | 1  | 4               |
| TOTAL | TOTAL            | 4               | 4                | 4                 | 12 | —               |